# Dominic Gorie
Dominic Lee Pudwill Gorie (Lake Charles, 2 de maio de 1957) é um astronauta norte-americano, veterano de quatro missões ao espaço.

## Carreira
Gorie cursou a Academia Naval dos Estados Unidos onde estudou engenharia oceânica e, após a formatura em 1979, tornou-se piloto e serviu como aviador naval durante os anos 1980 nos porta-aviões USS America e USS Coral Sea. Em 1991 voou em 38 missões de combate na Guerra do Golfo, baseado no porta-aviões USS Theodore Roosevelt.
Entrou para o corpo de astronautas da NASA em 1994 e voou pela primeira vez no ônibus espacial como piloto da Discovery na missão STS-91 em 1998. Dois anos depois foi novamente ao espaço desta vez como piloto da Endeavour, na missão STS-99, para utilização do novo radar topográfico do ônibus espacial.
Em 2001 ele teve o seu primeiro comando, subindo novamente a bordo da Endeavour na missão STS-108, sua primeira viagem até a Estação Espacial Internacional, para transporte de carga e suprimentos de rotina, num total de onze dias no espaço.
Sua última missão foi em março de 2008, quando comandou a STS-123, novamente com a Endeavour, para a instalação de um braço robótico canadense e um módulo de experiências japonês na ISS, regressando com a tripulação em 27 de março.